# Udvar, Baranya
Udvar este un sat în districtul Mohács, județul Baranya, Ungaria, având o populație de 151 de locuitori (2011). 

## Demografie
Componența etnică a satului Udvar
     Maghiari (62,78%)
     Germani (34,98%)
     Croați (2,24%)
Componența confesională a satului Udvar
     Reformați (4,64%)
     Necunoscută (95,36%)
Conform recensământului din 2011, satul Udvar avea 151 de locuitori. Din punct de vedere etnic, majoritatea locuitorilor (34,98%) erau germani, cu o minoritate de croați (2,24%). Nu există o religie majoritară, locuitorii fiind  și reformați (4,64%). Pentru 95,36% din locuitori nu este cunoscută apartenența confesională.